# عمر جمال
عمر جمال هو لاعب كرة قدم مصري يلعب حاليا ضمن صفوف النادي الإسماعيلي معارًا لمدة موسم من المقاولون مقابل الحصول على خدمات شكري نجيب وشريف حازم. وكان ضمن قائمة لاعبو منتخب مصر لكرة القدم الفائزة بلقب كأس الأمم الإفريقية عام 2008.
يرتدي الفانلة رقم 11 في فريق الإسماعيلي. كما أنه متزوج ولديه ابنة تدعي فاطمة التحق عمر جمال بصفوف المنتخب الوطني الأول ليكون أحد اعضائه الذين سافروا الي غانا ليعودوا الي مصر وهم يحملون كأس البطولة الأفريقية الثالثة وعلي الرغم من أن اللاعب لم يشارك في أي مباراة في البطولة ولكنه كان ضمن اللاعبين الاحتياطيين وقد جدد اللاعب بعد عودته من المنتخب عقده مع النادي الإسماعيلي لكي يبقي به لمدة ثلاثة مواسم قادمة لينتهي عقده عام 2011. يذكر ان طلب النادي الاهلي خدمات اللاعب وكان الاهلي علي وشك اتمام الصفقة الا ان اللاعب تراجع عن ذلك.

## روابط خارجية
- عمر جمال على موقع قاعدة بيانات كرة القدم.إي يو (الإنجليزية)
- عمر جمال على موقع ناشيونال فوتبول تيمز (الإنجليزية)
- عمر جمال على موقع كووورة